# خمیلوویتسه (استان اوپوله)
خمیلوویتسه (به لهستانی:  Chmielowice) یک روستا در لهستان است که در گمینا کومپراخچیتسه واقع شده‌است. خمیلوویتسه ۱٬۵۰۰ نفر جمعیت دارد.